# 93-as villamos (Prága)
A prágai 93-as jelzésű villamos a Sídliště Ďáblice és a Vozovna Pankrác között közlekedik éjszaka, többnyire a nappali 10-es, 17-es és 18-as villamosok útvonalán.

## Története
2017. április 28-áig 53-as jelzéssel közlekedett.

## Útvonala
| Vozovna Pankrác felé | Sídliště Ďáblice felé |
| --- | --- |
| Sídliště Ďáblice – Ďáblická – Střelničná – Klapkova – Trojská – Pod Lisem – Trojský most – Partyzánská – U Výstaviště – Dukelských hrdinů – Nábřeží Kapitána Jaroše – Nábřeží Edvarda Beneše – Čechův most – 17 listopadu – Křižovnická – Smetanovo nábřeží – Národní – Spálená – Karlovo náměstí – Vyšehradská – Na Slupi – Jaromírova – Křesomyslova – Bělehradská – Náměstí Bratří Synků – Nuselská – Táborská – Náměstí Hrdinů – Na Pankráci – Na Veselí – Soudní – Vozovna Pankrác | Vozovna Pankrác – Soudní – Na Veselí – Na Pankráci – Náměstí Hrdinů – Táborská – Nuselská – Náměstí Bratří Synků – Bělehradská – Křesomyslova – Jaromírova – Na Slupi – Vyšehradská – Karlovo náměstí – Spálená – Národní – Smetanovo nábřeží – Křižovnická – 17 listopadu – Čechův most – Nábřeží Edvarda Beneše – Nábřeží Kapitána Jaroše – Dukelských hrdinů – Výstaviště Holešovice – U Výstaviště – Partyzánská – Trojský most – Pod Lisem – Trojská – Klapkova – Střelničná – Ďáblická –Sídliště Ďáblice |

## Megállóhelyei
| 0  | Sídliště Ďáblice végállomás | 53 | 914                                           |
| 1  | Třebenická                  | ∫  | 913                                           |
| 2  | Štěpničná                   | 51 | 913                                           |
| 3  | Ládví                       | 50 | 913                                           |
| 4  | Kyselova                    | 49 |                                               |
| 5  | Střelničná                  | 48 |                                               |
| 6  | Kobylisy                    | 45 | 95 913                                        |
| 7  | Ke Stírce                   | 44 | 95                                            |
| 8  | Hercovka                    | 42 |                                               |
| 11 | Nad Trojou                  | 41 |                                               |
| 12 | Trojská                     | 40 |                                               |
| 14 | Nádraží Holešovice          | 38 | 94                                            |
| 16 | Výstaviště Holešovice       | 38 | 94                                            |
| 17 | Veletržní palác             | 35 | 94                                            |
| 18 | Strossmayerovo náměstí      | 32 | 91, 94, 96                                    |
| 19 | Nábřeží Kapitána Jaroše     | ∫  | 91, 94, 96                                    |
| 23 | Čechův most                 | 29 |                                               |
| 24 | Právnická fakulta           | 27 |                                               |
| 26 | Staroměstská                | 26 |                                               |
| 27 | Karlovy lázně               | ∫  |                                               |
| ∫  | Národní divadlo             | 24 |                                               |
| 28 | Národní divadlo             | 23 | 97, 98, 99                                    |
| 30 | Národní třída               | 22 | 97, 98, 99                                    |
| 31 | Lazarská                    | 16 | 91, 92, 94, 95, 96, 97, 98, 99                |
| ∫  | Novoměstská radnice         | 15 | 91, 92, 94, 95, 96, 97, 99                    |
| 39 | Karlovo náměstí             | 14 | 91, 92, 94, 95, 96, 97, 99 904, 907, 908, 910 |
| 41 | Moráň                       | ∫  | 92, 94, 95 904, 907, 908, 910                 |
| 42 | Botanická zahrada           | 13 | 95                                            |
| 43 | Albertov                    | 12 | 95                                            |
| 44 | Ostrčilovo náměstí          | 11 | 95                                            |
| 45 | Svatoplukova                | 10 | 95                                            |
| 46 | Divadlo Na Fidlovačce       | 9  | 95                                            |
| 48 | Otakarova                   | 8  | 95, 96                                        |
| 50 | Nuselská radnice            | 6  |                                               |
| 51 | Palouček                    | 5  |                                               |
| 53 | Pražského povstání          | 3  | 904, 905, 910                                 |
| 55 | Na Veselí                   | 1  | 911                                           |
| 56 | Vozovna Pankrác végállomás  | 0  |                                               |